# Päädeva
Päädeva – wieś w Estonii, prowincji Rapla, w gminie Märjamaa.